# O iubire din anul 41.042
O iubire din anul 41.042 este un roman de dragoste științifico-fantastic scris de Sergiu Fărcășan. A fost publicat prima dată, sub pseudonimul Crișan Făgerașu, în foileton, în CPȘF #83-86, din iulie-august, 1958. Ulterior, Sergiu Fărcășan a mai publicat în foileton Secretul inginerului Mușat sub același pseudonim în CPȘF # 108-111 din mai-iulie 1959.
A fost publicat într-un singur volum de Editura Tineretului în 1960 (în colecția SF Cutezătorii) și în 1966.
Coperta fasciculelor CPSF a fost realizată de Dumitru Ionescu, coperta volumului din 1960 de către Magda Ardeleanu, iar coperta din 1966 de Cristea Condacci.
Ca și celelalte scrieri ale perioadei în care a apărut, romanul a fost influențat de științifico-fantasticul sovietic. O iubire din anul 41.042 este considerat de Daniela Petroșel un roman reprezentativ pentru științifico-fantasticul românesc.
Romanul a fost tradus în limbile slovacă, franceză, germană sau italiană.

## Prezentare
În introducere, autorul informează că trăiește în apropierea anului 50.000 dar va prezenta evenimente din trecut, din urmă cu 9000 de ani, adică din anul 41.041.
În anul 41.041 omenirea trăiește pe numeroase planete, iar planeta Pământ a fost strămutată de pe orbita sa. Oamenii încă se mai deplasează de la o planetă la alta cu rachetele. Pământenii au evoluat pe scara infinită a umanizării, iar excesul de știință și tehnică nu numai că nu i-a dezumanizat, dar i-a ajutat să se debaraseze definitiv de rămășițele regnului animal. Apare o rachetă plecată din mileniul al IX-lea, Arca lui Noe. Omenirea a uitat de această rachetă lansată cu 30.000 de ani în urmă. Datorită vitezei sale fantastice, la bordul navei au trecut doar o mie de ani. Oamenii anului 41.041 îi consideră pe descendenții oamenilor de la bordul rachetei Arca lui Noe ca fiind oameni de tip vechi, deoarece au obiceiul de a dormi, nu trăiesc până la 400 de ani și nu sunt specializați în 20 - 30 de discipline academice. 
Acestora le este greu să se adapteze. Tim va lucra la o uzină de microbi folosiți la digestie. Pit îl va ajuta pe savantul Mils în cercetările sale.
Ols (232 de ani, administrator al Pământului, planetă-muzeu de odihnă) este cel care, datorită eforturilor sale, a salvat nava Arca lui Noe și a ajutat la reeducarea membrilor echipajului.
Ols se interesează în mod special de Lu, o supraviețuitoare de pe navă, prietenă cu Pit.

## Cuprins
- Cuvînt înainte
- Partea I.  Ols urmărește „Arca lui Noe“
- Partea a II-a. A doua ciocnire
- Partea a III-a. Aliați în asaltul gîndirii
- Partea a IV-a. Doi arbori
- Încheiere

## Personaje
- Naratorul, personaj care trăiește în apropierea anului 50.000
- Mil, marele clasic al televiziunii interplanetare

Oameni din anul 41.041-41.042
- Ols, administrator al Pământului, are o relație romantică cu Lu în anul 41.042
- Mils, savant

Oameni din mileniul al IX-lea
- Lu, supraviețuitoare de pe „Arca lui Noe“, are o relație romantică cu Ols
- Tim, supraviețuitor de pe „Arca lui Noe“

## Univers

### „Arca lui Noe“
Omenirea a lansat anterior mai multe expediții „Arca lui Noe“ (navă-generație). Racheta care a revenit la începutul romanului este „Arca lui Noe 124“. Numele provine de la mitul lui Noe. 124 a fost lansată în anul 8900 al erei noastre și este una dintre ultimele care a fost lansată. Toate navele erau lansate cu un echipaj relativ mic, alături de instalații pentru hrană sintetică, dar și un număr mic de animale și de culturi agrare pentru hrană naturală. Fiecare navă a fost proiectată să poată călători minimum 5.000 de ani pentru a se apropia de marginile galaxiei noastre sau pentru a ajunge în alte galaxii. În 5000 de ani se nășteau mai multe generații pe navă, dar pe Pământ, din cauza dilatării timpului treceau mai multe milenii.
Începând cu mileniul XI, deoarece nicio expediție „Arca lui Noe“ nu a revenit pe Pământ, Omenirea a anulat și interzis orice viitoare lansare de acest tip. La aceată hotărâre s-a ajuns și din cauza unui nou proiect comun al omenirii - marea mutare.

### Pământul
Pământul a fost mutat în jurul unui nou Soare, alături de o aglomerație de alte obiecte cerești (planete și stele).  Mutarea Pământului în alt punct al galaxiei au deschis posibilități atât de mari pentru explorare, încât plecarea unor nave tip „Arca lui Noe“ a devenit inutilă. Noua sarcină a omenirii a fost programată să aibă loc timp de 10 000 — 20 000 de ani, toate eforturile cercetătorilor concentrându-se în acest sens. 
La revenirea misiunii „Arca lui Noe 124“, echipajul nu a mai găsit Pământul în zona sa, astfel încât Lu, Tim și ceilalți au fost nevoiți să scaneze cerurile pentru a-l descoperi în aglomerația artificială de obiecte cerești.

### Termeni
Prin instantaneoteleviziune oamenii au încercat să vadă ce se întâmplă în Arca lui Noe-124 la revenirea sa.
Supraviețuitorii de pe navă au fost numiți iutemuritori.

## Primire

Coperta volumelor O iubire din anul 41.042 apărute la Editura Tineretului în 1960 (stânga) și în 1966.

În noiembrie 1960, Uniunea Scriitorilor a organizat la Casa Scriitorilor „Mihail Sadoveanu” o discuție despre acest roman și a problemelor pe care le ridică literatura științifico-fantastică. Ion Hobana  a relevat imaginația fecundă, siguranța și îndrăzneala cu care anticipează și talentul dovedit în conturarea personajelor. Adrian Rogoz a evidențiat o serie de calități ale acestui roman: curajul de a aborda probleme filozofice, talentul de a le da o expresie accesibilă și ... fermecătorul umor, acest mediu diafan care inundă întreaga construcție într-o poezie surprinzătoare.
Ion Mînzatu (fizician și scriitor) a criticat modul în care autorul folosește termeni de specialitate și teoria vitezei absolute, dar a subliniat că romanul conține frumuseți care l-au impresionat atât ca simplu cititor, dar și ca fizician. Alexandru Sen a arătat că romanul i-a dat satisfacții estetice ca scriitor și, în plus, a fost pus în fața unor probleme captivante pentru un psiholog experimentalist.
Max Solomon (scriitor și inginer) a considerat că trebuie să se dea atenție și povestirilor științifice propriu-zise, fără a fi nevoie să se considere și elementul fantastic. Lucia Olteanu (critic literar) a arătat că toate calitățile romanului sunt în primul rând literare, oricâte calități științifice ar avea. Asemena cărți sunt basmele noastre moderne, a subliniat Lucia Olteanu caracterul educativ al romanului.
Vinciu Gafița (prozator) a criticat faptul că în roman nu apar extratereștri (ființe din alte lumi) și a considerat că printre puținele calități ale romanului se numără faptul că obligă cititorul să gândească și să se familiarizeze cu gândirea dialectică.
Dinu Moroianu l-a considerat cel mai bun roman științifico-fantastic românesc și a afirmat că romanele trăiesc prin eroii lor, nu prin subiectele abordate. Romulus Bărbulescu și-a recunoscut admirația față de această lucrare și a sugerat mai multe teme inedite neabordate în acel moment în literatura științifico-fantastică română. Vladimir Colin a constatat valoarea certă a romanului și a subliniat că datorită amplorii problemelor filozofice, științifice și literare pe care le ridică, genul științifico-fantastic trebuie să se bucure de o atenție continuă din partea Uniunii Scriitorilor.
Lucia Olteanu preciza în articolul ei Un reușit roman științifico-fantastic (Lupta de clasă, 1/1961) că O iubire din anul 41.042 lansează o bogăție de idei curajoase în fizică, biologie, psihologie. Meritul cărții ar consta în faptul că în centrul acțiunii se află problematica relațiilor dintre oameni.
Publicistul francez Charles Dobzynski în revista literară Les Lettres françaises nr. 997 (octombrie 1963) a afirmat că romanul Un amour en l'an 41042 reprezintă incontestabil, împreună cu excelenta carte a polonezului Stanislaw Lem, una dintre cele mai bune lucrări care mi-au parvenit dintr-o țară socialistă. Caracteristica romanului, a precizat Charles Dobzynski, o prezintă bogăția și calitatea extraordinară a informației științifice, lucru care îi permite autorului să descrie multilateralul progres al omenirii în perioada în care are loc narațiunea. Dobzynski a considerat că în primul rând este vorba de un roman al cărui resort dramatic îl constituie întâlnirea neașteptată dintre două civilizații apărute pe Pământ, dar despărțite de câteva milenii.
Editorul și scriitorul belgian Jacques Van Herp a arătat că țările din Blocul răsăritean au scriitori de anticipație ca Lem, Efremov, frații Strugațki și Juravliova; dar Fărcășan îi zdrobește pe toți aceștia. După ce a citit romanul O iubire din anul 41.042, Van Herp a considerat că autorul este de talia lui Heinlein, Clarke și F. Brown: a descoperit rigoarea logică în extrapolare a primului, cunoașterea înaltă a celui de-al doilea și simțul cosmic al acestuia precum și umorul celui de-al treilea. Comparația pare formidabilă, a recunoscut Van Herp, dar Fărcășan o susține foarte bine.(...)

## Adaptări
În 1961, graficianul român Radu Dulduresu a realizat o bandă desenată denumită Anul 41.042 bazată pe acest roman. Alături de o altă bandă desenată de Dulduresu  bazată pe o lucrare SF, Planeta Mrina în alarmă, Anul 41.042 a apărut în revista Cravata Roșie.

## Traduceri
În 1961 a fost tradus în limba slovacă ca Bolo to roku 41042 și a fost publicat de editura Mladé letá din Bratislava. Romanul a fost tradus de Milota Šidlová.
În 1963 a fost tradus în limba franceză ca Un amour en l'an 41042 de către Maurice Floresco și a fost publicat de editura Francais Réunis în colecția sa EFR (Enigme autour du monde).
În 1964 a fost tradus în limba germană ca Arche Noah im Weltenraum : ein utopischer Liebesroman de către Valentin Lupescu și a fost publicat de ed. Volk & Welt din Berlin.
În 1967 a fost tradus un fragment în limba italiană ca Nel 41.042: erotismo gravitazionale de către Valerio Riva și Enrico Cicogna. A fost publicat în revista Fantasesso, numărul din iunie 1967.
În octombrie 2004 a fost republicat în limba franceză ca An 41042 (subtitlu Un amour en l'an 41042) de către editura EONS în colecția sa  Futurs, nr. 16.
În aprilie 2007, (ediția din 2004) a fost republicată în limba franceză ca An 41042 (subtitlu Un amour en l'an 41042) de către editura EONS în colecția sa  Futurs, nr. 16.

## Legături externe
- O iubire din anul 41.042, (CPSF #83), goodreads.com

## Vezi și
- 1958 în științifico-fantastic
- Listă de romane românești științifico-fantastice